# Loubat
Le Loubat est un ruisseau français, affluent de rive gauche de la Boutonne et sous-affluent de la Charente.

## Géographie
De 10,8 km de longueur, le Loubat traverse les communes de Nantillé (où se trouve sa source), Saint-Hilaire-de-Villefranche, Asnières-la-Giraud et Saint-Jean-d'Angély, où se trouve son point de confluence avec la Boutonne.
Il n'est qu'un petit fossé, souvent à sec en été, de sa source, située près du lieu-dit La Borderie, jusqu'à Asnières-la-Giraud au Nord-Ouest. À Asnières, deux fontaines enrichissent son cours. La vallée du Loubat est alors orientée vers le Nord. Le ruisseau traverse quelques villages, Le Moulin de La Laigne, Véron, Fossemagne, avant de se jeter dans la Boutonne en amont du faubourg de Taillebourg.